# Delnice

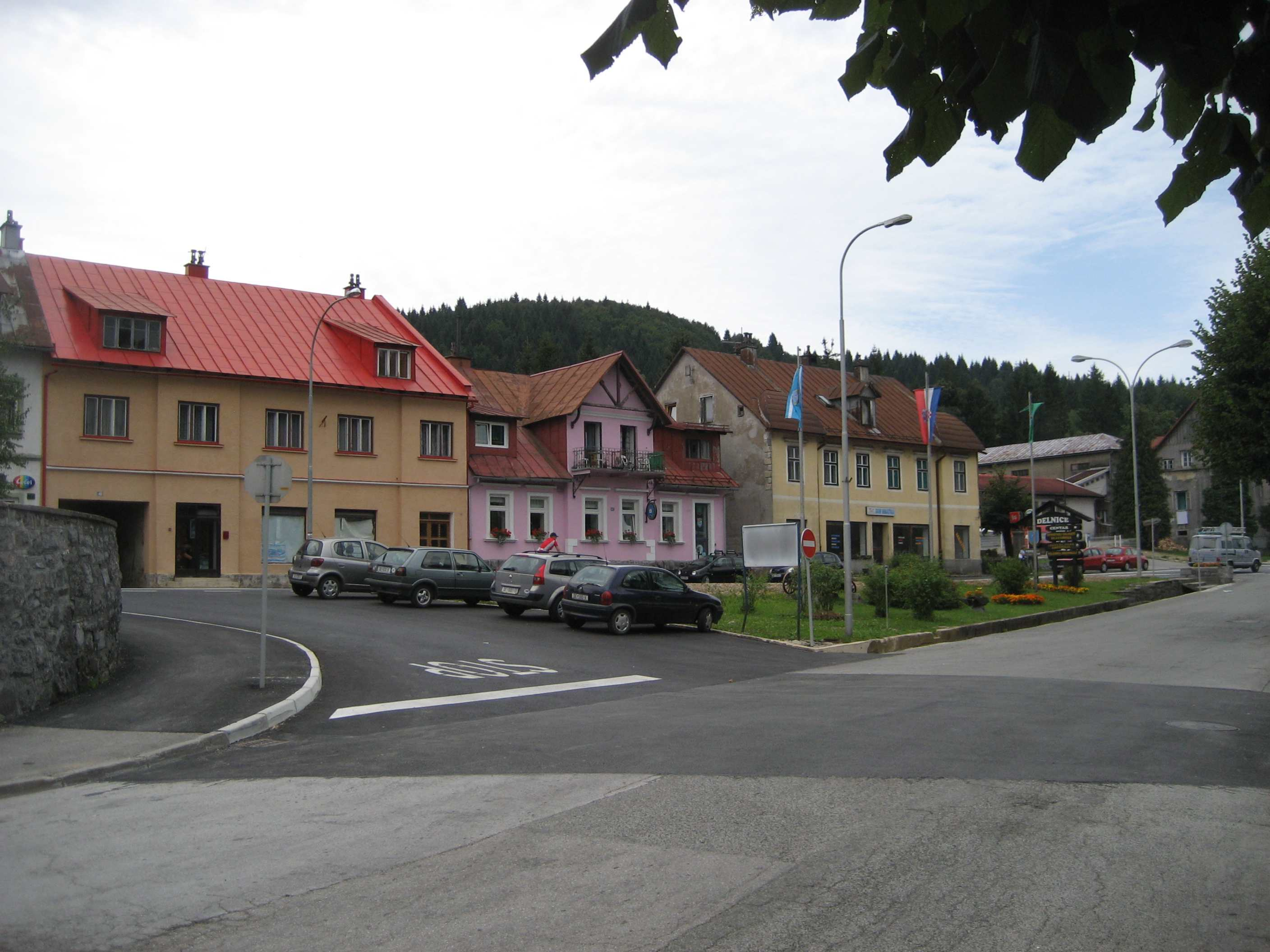
Zentrum von Delnice

Delnice [ˈdɛːlnitsɛ] ist eine Stadt und Gemeinde in Kroatien.

## Lage und Einwohner
Delnice liegt im gebirgigen Teil der historischen Region Gorski kotar in der Gespanschaft Primorje-Gorski kotar östlich von Rijeka. Die Einwohnerzahl beträgt laut Volkszählung von 2011 5952 Einwohner für die gesamte Stadtgemeinde. Die Gemeinde Delnice besteht aus 55 Ortschaften und Weilern. Die Stadt Delnice allein hat 4379 Bewohner. 
Das Städtchen liegt etwa 50 Autobahnminuten von der Küste entfernt und liegt in der im Sommer deutlich kühleren Gebirgsklimazone. In der Umgebung von Delnice sind zahlreiche Wanderwege angelegt. In Delnice liegen die Delnice-Skisprungschanzen.